# Полар, Энди
Энди Джеферсон Полар Паредес (исп. Andy Jeferson Polar Paredes; род. 17 февраля 1997, Арекипа) — перуанский футболист, нападающий клуба «Депортиво Бинасьональ».

## Клубная карьера
Полар — воспитанник клуба «Депортиво Бинасьональ». 3 февраля 2018 года в матче против «Академия Кантолао» он дебютировал в перуанской Примере. 31 марта в поединке против «Унион Комерсио» Энди забил свой первый гол за «Депортиво Бинасьональ». В 2019 году игрок помог клубу выиграть чемпионат. 

## Международная карьера
В 2019 году Полар в составе олимпийской сборной Перу принял участие в домашних Панамериканских играх. На турнире он сыграл в матчах против Ямайки и Уругвая.

## Достижения
Клубные
 «Депортиво Бинасьональ»
- Победитель перуанской Примеры — 2019